# Congalach Cnogba
Congalach Cnogba, o Congalach mac Máel Mithig (fl. X secolo), è stato re supremo d'Irlanda dal 944 circa al 956 secondo gli Annali dei Quattro Maestri.
Congalach è uno dei dodici re d'Irlanda di cui parla la versione originaria degli Annali dell'Ulster
Membro dei Síl nÁedo Sláine re di Brega, ramo degli Uí Néill del sud, Congalach apparteneva alla decima generazione dei discendenti di Áed Sláine, cosa che fu presentata come base per rivendicare il potere regale. Per linea materna, Congalach apparteneva al clan Cholmáin, ramo dominante degli Uí Néill del sud, come nipote di Flann Sinna e figlio della sorella del suo predecessore come re supremo, Donnchad Donn mac Flainn. Gli Annali di Innisfallen, invece di indicare Congalach come unico re supremo, lo associa a Ruaidrí ua Canannain dei Cenél Conaill, che fu spesso suo nemico.
Gli annali irlandesi ricorda le numerose e frequenti guerre di Congalach contro i suoi vicini. Alla fine egli morì combattendo contro i Laigin e i gaelico-norvegesi di Dublino nel 956 (in un luogo non meglio imprecisato nel Leinster).